# Nokia 3210
Das Nokia 3210 ist ein Mobiltelefon der Firma Nokia und kam im Jahre 1999 für das 2G-Netz auf den Markt. 
Seit 2024 wird unter derselben Modellnummer ein sog. Feature Phone als Nokia 3210 vom finnischen Hersteller HMD produziert, das 4G-Netz-fähig ist.

## Geschichte und Beschreibung
Das Nokia 3210 war das erste kommerziell erfolgreiche Handy ohne externe Antenne. Insgesamt wurden 160 Millionen Geräte verkauft.
Von der Funktionalität her orientierte sich Nokia mit dem preiswerten 3210 am Vorgängermodell Nokia 6150, dem ersten Dualband-Handy von Nokia, welches ein Jahr zuvor als Modell der oberen Preisklasse erschienen war.
Ebenso innovativ war in dieser Preisklasse die Einführung der T9-Funktion, die es ermöglichte, SMS auf Wunsch komfortabler zu schreiben. Mit dem Aufkommen von Smartphones bereits wieder überholt, war dies zur Markteinführung des Handys ein seltener Luxus. Durch die integrierte Antenne wirkte das 3210 schicker und moderner als die damals üblichen Handys, bei denen die Antenne oft mehrere Zentimeter aus dem Gehäuse herausragte. Die Antennentechnik war jedoch noch nicht ausgereift, weshalb die Reparaturhäufigkeit einen Spitzenwert aller jemals produzierten Nokia-Handys einnahm. Die mit Silber beschichtete Keramikantenne brach leicht an ihrer Befestigung, wodurch die HF-Sendeendstufe durch das nun sehr schlechte Stehwellenverhältnis überlastet wurde und ausfiel.
Was das 3210 ebenfalls zu einem der beliebtesten Modelle seiner Zeit machte, war die Möglichkeit, das Aussehen durch austauschbare Abdeckschalen (von Nokia „Xpress-on“ genannt) individuell zu verändern, was beim Vorgängermodell eingeführt und beim 3210 in verbesserter Form fortgeführt wurde. Beim 3210 war nicht nur die Frontschale, sondern auch die Rückschale austauschbar, was einen Boom an kreativer Handygestaltung auslöste, der sich auch bei den Nachfolgemodellen fortsetzte.
Das Nokia 3210 wurde mit Vibrationsalarm entworfen. Nokia entschied sich aber, unter anderem in den meisten Ländern Europas, das Modell ohne Vibrationsalarm auszuliefern. Betroffene Handys konnten durch entsprechende Handyreparaturwerkstätten leicht aufgerüstet werden.
Im leichteren und funktionaleren Nachfolgemodell Nokia 3310 wurde vieles, was im 3210 eingeführt worden war, in verbesserter Form fortgesetzt. Bei kaum verringerter Fehlerhäufigkeit war die Antennentechnik jedoch ausgereifter, nachdem Nokia grundlegende konstruktive Änderungen vorgenommen hatte.

## Technische Daten
| Kenngröße         | Daten                                                          |
| ----------------- | -------------------------------------------------------------- |
| Funknetz          | GSM Dualband 1800 MHz und GSM 900 MHz (nur P-GSM, nicht E-GSM) |
| Maße              | 123,8 × 50,5 × 16,7 (22,5) mm                                  |
| Gewicht           | 151 g                                                          |
| Display-Auflösung | 84 × 48 Pixel                                                  |
| Display-Farbtiefe | monochrom                                                      |
| Akkulaufzeit      | Standby 55–260 Std. Sprechen max. 4½ Std.                      |
| Speicher          | Abhängig von der SIM-Karte                                     |
| Besonderheiten    | 3 Spiele, Bildmitteilungen, wechselbare Gehäuseschalen         |